# MCHB-1
El MCHB-1 es un fármaco derivado del benzimidazol que se investigó como analgésico, pero nunca se desarrolló para uso médico. Actúa como un potente agonista del receptor CB2, con una CE50 de 0,52 nM en CB2 y una selectividad aproximadamente 30 veces superior a la del receptor CB1 (Ki de 110 nM en CB1 frente a 3,7 nM en CB2). Se comercializa en internet como droga de diseño, y se identificó por primera vez en Alemania en diciembre de 2013.